# 白乙化烈士纪念馆
40°33′56″N 116°49′35″E / 40.565606°N 116.826434°E
白乙化烈士纪念馆，位于北京市密云区石城镇河北村，是在抗日烈士白乙化的陵园的基础上兴建的纪念馆。

## 历史
白乙化烈士纪念馆位于密云县石城镇河北村，前身是白乙化烈士陵园。白乙化是原八路军晋察冀步兵第十团团长，丰、滦、密抗日游击根据地的创建者。1941年2月4日，在密云县马营西山被日军冷枪击中而牺牲，享年30岁。八路军冀热察挺进军发表了《告全军同志书》，赞扬白乙化是“优秀的指挥员、民族英雄、无产阶级的先锋”。
1984年5月，密云县人民政府决定，筹集30余万元人民币，在密云县石城镇河北村南山顶，重建白乙化烈士纪念碑，并新建白乙化烈士陵园。此后十多年，密云县人民政府多次投资修缮该陵园。2006年3月起，又投资400万元，对该陵园进行大规模修缮，于2006年7月1日正式建成白乙化烈士纪念馆。2006年，白乙化烈士纪念馆被中共北京市宣传部评为“北京市爱国主义教育基地”。
2011年4月5日，原北京市市长、白乙化烈士生前战友焦若愚，在中共密云县委副书记、县长王海臣的陪同下，来到密云县石城镇的白乙化烈士陵园祭扫白乙化。

## 建筑
白乙化烈士纪念馆、白乙化烈士纪念碑地占地面积约2000平方米，面朝密云水库，背依马营西山，西依白乙化的牺牲地降篷山，南临白河。白乙化烈士纪念馆占地面积214平方米，大门两侧题有“白乙化烈士纪念馆”和“密云地区抗日斗争纪念馆”。“白乙化烈士纪念馆”8个大字是白乙化生前战友、原北京市市长焦若愚所题。馆内分为四个展厅，其中三个图片展厅有图片43件，一个影象展厅播放宣传片。
白乙化烈士纪念碑地入口处，有一座6米高的石牌坊，牌坊正面刻有“白乙化烈士千古”，背面刻有“民族英雄”。穿过牌楼，有一条石板铺成的4米的道路直达山顶。白乙化烈士纪念碑立在山顶正中。纪念碑地为一座5米见方的平台，花岗岩石条铺面，四周有汉白玉围栏，柏树环绕，平台正中一座乳白色大理石砌的高台上，有一尊2米高的白乙化戎装半身花岗岩雕像，雕像背后并排竖有4块大理石碑，中间两块碑刻有萧克的题词：“血沃幽燕”、“名垂千古”，左边一块石碑上刻有《白乙化传略》，右边一块石碑上刻有碑记。